# Александар Милькович
Александар Милькович (серб. Aleksandar Miljković, нар. 26 лютого 1990, Бор) — сербський футболіст, захисник вірменського клубу «Ноах». Виступав також за низку сербських і закордонних клубів, та молодіжну збірну Сербії. Чемпіон Вірменії та володар Кубка Вірменії.

## Клубна кар'єра
Александар Милькович народився 1990 року в місті Бор, та є вихованцем футбольної школи клубу «Партизан». У 2008 році Милькович розпочав виступи в основній команді клубу, проте гравцем основного складу не став, і до 2010 року грав у оренді в клубах «Телеоптик» та «Металац».
У 2010 році футболіст повернувся з оренди до клубу «Партизан», у якому цього разу став гравцем основного складу, та зіграв за белградську команду до 2013 року 61 матч у чемпіонаті країни.
Протягом 2013—2015 років Александар Милькович грав у складі португальського клубу «Брага», проте гравцем основного складу не став, і в 2015 році перейшов до хорватського клубу «Спліт». У 2016 році сербський захисник перейшов до російського клубу «Амкар», у якому став гравцем основного складу, та грав до 2018 року.
У 2018 році Милькович став гравцем польського клубу «Мєдзь» (Легниця), в якому грав до 2019 року. У 2019 році сербський футболіст перейшов до вірменського клубу «Алашкерт». У 2020 році Милькович у черговий раз став гравцем клубу «Партизан», у якому грав до 2022 року.
З 2022 до 2023 року Александар Милькович грав у складі вірменської команди «Пюнік». У 2023 році сербський футболіст перейшов до іншого вірменського клубу «Ноах». У складі команди Милькович у сезоні 2024—2024 років став чемпіоном Вірменії та володарем Кубка Вірменії.

## Виступи за збірні
У 2008 році Александар Милькович дебютував у складі юнацької збірної Сербії, загалом на юнацькому рівні взяв участь у 13 іграх, відзначившись одним забитим голом.
Протягом 2011—2012 років Милькович грав у складі молодіжної збірної Сербії. На молодіжному рівні зіграв у 5 офіційних матчах.

## Титули і досягнення
- Чемпіон Сербії (5):

«Партизан»: 2008–2009, 2009–2010, 2010–2011, 2011–2012, 2012–2013
- Володар Кубка Сербії (2):

«Партизан»: 2008–2009, 2010–2011
- Чемпіон Вірменії (1):

«Ноах»: 2024–2025
- Володар Кубка Вірменії (1):

«Ноах»: 2024–2025